# Kreisgericht Colberg
Das Kreisgericht Colberg war ein preußisches Kreisgericht in der damaligen Provinz Pommern mit Sitz in der Stadt Colberg.

## Geschichte
In Bezirk des Kreisgerichts Colberg bestanden bis 1849 das königliche Land- und Stadtgericht Colberg sowie viele Patrimonialgerichte.
1849 wurden in Preußen einheitlich Kreisgerichte geschaffen. Hierbei wurde die Patrimonialgerichtsbarkeit abgeschafft und die Patrimonialgerichte wurden aufgehoben. Auch die eingangs genannten Gerichte wurden aufgehoben und es entstand das Königliche Kreisgericht Colberg im Sprengel des Appellationsgerichts Cöslin. Es war für einen Teil des Kreises Cammin zuständig.
Das zuständige Schwurgericht war das Kreisgericht Cöslin. Am Gericht waren 1870 ein Direktor und vier Kreisrichter eingesetzt. 1870 betrug die Zahl der Gerichtseingesessenen 38.413.
Im Rahmen der Reichsjustizgesetze wurde das Gerichtswesen in Deutschland 1879 vereinheitlicht. Damit wurde das Kreisgericht Colberg aufgehoben und das königlich preußische Amtsgericht Colberg mit Wirkung zum 1. Oktober 1879 als eines von 12 Amtsgerichten im Bezirk des Landgerichtes Köslin als Nachfolger gebildet.